# اچ‌ام‌اس پورسور (پی۲۷۳)
اچ‌ام‌اس پورسور (پی۲۷۳) (به انگلیسی: HMS Pursuer (P273)) یک کشتی است که طول آن 20.8 m (68 ft 3 in) می‌باشد.